# Agathonisi
Agathonisi (druhý pád Agathonision) (řecky Αγαθονήσι) je řecký ostrov v souostroví Dodekany, který leží na východě Egejského moře 18 km západně od pobřeží Malé Asie. Spolu s blízkými ostrůvky tvoří stejnojmennou obec. Ostrov Agathonisi má rozlohu 13,417 km² a obec 14,5 km². Obec je součástí regionální jednotky Kalymnos v kraji Jižní Egeis.

## Obyvatelstvo
V roce 2011 žilo v obci 185 obyvatel, všichni na hlavním ostrově. Hlavním sídlem ostrova je vesnice Megalo Chorio a jediným dalším trvale obydleným sídlem je Mikro Chorio. Celý ostrov tvoří jednu obec, která se nečlení na obecní jednotky a komunity a skládá se přímo z jednotlivých sídel, tj. měst a vesnic. V závorkách je uveden počet obyvatel jednotlivých sídel.
- obec, obecní jednotka a komunita Agathonisi (185)
  - sídla na hlavním ostrově — Megalo Chorio (167), Mikro Chorio (17).
  - okolní ostrovy — Glaros (0), Kouneli (0), Nera (0), Fathonisi (0).

## Geografie
Vlastní ostrov je protáhlý ze západu na východ. Má velmi nepravidelné pobřeží s mnoha chráněnými zátokami. Ostrov je kopcovitý. Jeho nejvyšší bod Denbra má nadmořskou výšku 229 m.